# Fridley
Fridley je město v americkém státě Minnesota v Anoka County. V roce 2016 zde žilo 27 476 obyvatel, což z něj činilo 33. největší město v Minnesotě. Je pojmenováno po minnesotském politikovi z 19. století Abramu M. Fridleym. Město leží na severním okraji Minneapolis. Po jeho západním okraji protéká řeka Mississippi